# Племянники Дональда
«Племянники Дональда» — это мультфильм о Дональде Даке, в котором Дональда посещают его три племянника: Билли, Вилли и Дилли (англ. Huey, Dewey, and Louie — Хьюи, Дьюи и Луи). Этот мультфильм — первое появление Билли, Вилли и Дилли в анимационных мультфильмах.
История создания  
Эла Талиаферро  является создателем племянников, а так же является автором комикса «Глупая симфония» с участием Дональда Дака. Отдел сценариев студии Walt Disney Productions 5 февраля 1937 года отправил Талиаферро служебную записку, в которой признал его источником идеи для запланированного короткометражного фильма. Впоследствии Талиаферро представил племянников в своем комиксе, который к тому времени уже был переименован.

## Сюжет
Дональд получает открытку от своей сестры Дамбеллы о том, что к нему приедут его племянники Билли, Вилли и Дилли. Вначале Дональд был рад их видеть, но вскоре мальчики начинают доставлять ему проблемы. Дональд консультируется по этому вопросу в серии под названием «Современное обучение детей» и пытается использовать предложения, чтобы установить контроль над своими племянниками, но все только ухудшается. Дональд видит страницу, на которой написано: «В конце концов, маленькие дети — это только ангелы без крыльев». Это настолько выводит Дональда из себя, что он рвёт книгу. В течение всего мультфильма Билли, Вилли и Дилли подшучивают над своим дядей Дональдом, что того раздражало, и наносят значительный ущерб всему дому. Некоторые из их проступков включают в себя:
- Игра в крокет на трехколесных велосипедах в гостиной Дональда, а также разбивание ваз, ламп и окон.
- Пока Дональд играет на пианино, пытаясь успокоить своих племянников, мальчики выбирают инструменты, чтобы играть вместе с ним, однако Вилли использует свой тромбон, чтобы запустить яблоко в Дональда, а Билли использует свою виолончель, чтобы прицелиться своим "луком" в Дональда.
- Пока Дональд играет «Pop Goes the Weasel» на пианино, Билли наполняет его сумку водой, а Дилли стреляет в него из рогатки (пока он играет на гармони с целью замаскировать проказу).
- Дают Дональду пирог, полный палящей горячей горчицы, затем они обливают его водой и опрыскивают его лицо огнетушителем, затем бросают в него свою книгу и едут на своих трехколесных велосипедах.

## Медиа
Хьюи, Дьюи и Луи упоминаются в Walt Disney’s Funny Factory With Huey Dewey & Louie. Том 4

## Роли озвучивали
- Кларенс Нэш: Дональд Дак, Хьюи, Дьюи и Луи[5].